# Danh sách phim TVB năm 2015
Đây là danh sách phim truyền hình do TVB phát hành năm 2015.

## Top 10 phim xếp hạng cao nhất
| Xếp hạng | Tên                   | Tên tiếng Anh        | Tên tiếng Trung | Điểm số | Lượt xem tại Hồng Kông |
| -------- | --------------------- | -------------------- | --------------- | ------- | ---------------------- |
| 1        | Chơi với ma           | Ghost of Relativity  | 鬼同你OT        | 27      | 1.72 triệu             |
| 2        | Võ Mỵ Nương truyền kỳ | The Empress of China | 武則天          | 26      | 1.65 triệu             |
| 3        | Nô lệ nhà ở           | Brick Slaves         | 樓奴            | 25      | 1.65 triệu             |
| 4        | Hoạn hải kỳ quan      | Noblesse Oblige      | 宦海奇官        | 25      | 1.63 triệu             |
| 5        | Dĩ hòa vi quý         | Smooth Talker        | 以和為貴        | 25      | 1.62 triệu             |
| 6        | Chuyên gia gỡ rối     | The Fixer            | 拆局專家        | 25      | 1.62 triệu             |
| 7        | Thiên nhãn            | Eye In the Sky       | 天眼            | 25      | 1.62 triệu             |
| 8        | Sư nãi Madam          | Madam Cutie On Duty  | 師奶MADAM       | 25      | 1.62 triệu             |
| 9        | Đông Pha gia sự       | With or Without You  | 東坡家事        | 25      | 1.60 triệu             |
| 10       | Kiêu hùng             | Lord of Shanghai     | 梟雄            | 25      | 1.59 triệu             |

## Dòng phim thứ nhất
| Công chiếu                | Tên             | Tên tiếng Anh             | Số tập | Diễn viên | Điểm số tb | Thể loại | Website |
| ------------------------- | --------------- | ------------------------- | ------ | --- | ---------- | -------- | ------- |
| (từ năm 2012) 14/05– 3/07 | Mái ấm gia đình | Come Home Love            | 804    | Lưu Đan, Từ Vinh, Lê Nặc Ý, Yvonne Lam, Quách Thiểu Vân, Carlo Ng, Gia Mân, Joey Law, Chu Tuệ Mẫn                             | 23.5       | Hài kịch | [ 2 ]   |
| 6/07– present             | Ái hồi gia 2    | Come Home Love (series 2) | 191    | Trương Kế Thông, Hoàng Thúy Như, Trương Chấn Lãng, Quinn Ho, James Ng, Cung Gia Hân, Mạch Trường Thanh, Lee Fung, Mã Hải Luân | TBA        | Hài kịch | [ 3 ]   |

## Dòng phim thứ hai
| Công chiếu               | Tên                     | Tên tiếng Anh       | Số tập | Diễn viên | Điểm số tb | Thể loại                  | Website |
| ------------------------ | ----------------------- | ------------------- | ------ | --- | ---------- | ------------------------- | ------- |
| (from 2014) 29/12– 23/01 | Hoạn hải kỳ quan        | Noblesse Oblige     | 21     | Mã Quốc Minh, Dương Di, Trần Sơn Thông, Viên Vỹ Hào, Lưu Đan, Trần Tự Dao, Nhạc Đồng, Tưởng Chí Quang, Tuyết Tâm, Lý Thành Xương                               | 25.25      | Lịch sử                   | [ 4 ]   |
| 26/01– 27/02             | Chuyện bốn nàng luật sư | Raising the Bar     | 25     | Hoàng Trí Hiền, Trương Kế Thông, Tưởng Chí Quang, Trần Khải Lâm, Diêu Tử Linh, Trần Doanh, Hà Nhạn Thi, Đường Thi Vịnh, Timothy Cheng, Giang Mỹ Nghi, Moon Lau | 23.8       | Pháp luật                 | [ 5 ]   |
| 2/03– 27/03              | Xung tuyến              | Young Charioteers   | 20     | La Trọng Khiêm, Thẩm Chấn Hiên, Lâm Hạ Vi, Thái Tư Bối, Mễ Tuyết, Hanjin Tan, Ngô Nhược Hy                                                                     | 22.75      | Sports, Tình cảm          | [ 6 ]   |
| 30/03– 26/04             | Chuyện tình sân khấu    | Romantic Repertoire | 20     | Trần Hào, Joyce Koi, Lý Tư Kỳ, Mạch Trường Thanh, Cung Gia Hân, Trần Trí                                                                                       | 24         | Tình cảm, Hài kịch, Opera | [ 7 ]   |
| 27/04– 24/05             | Hoa lệ chuyển thân      | Limelight Years     | 22     | Uông Minh Thuyên, Lưu Tùng Nhân, Chung Gia Hân, Phương Lực Thân, Sầm Lệ Hương                                                                                  | 24         | Tình cảm, Drama           | [ 8 ]   |
| 25/05– 19/06             | Triều bái Võ Đang       | Wudang Rules        | 20     | Tiền Tiểu Hào, Dương Di, Nguyên Thu, Hồng Thiên Minh, Quách Chính Hồng, Lương Tĩnh Kỳ, Trương Cảnh Thuần, Trương Dĩnh Khang, Regen Cheung                      | 23         | Võ thuật                  | [ 9 ]   |
| 22/06– 2/08              | Phong vân thiên địa     | Master of Destiny   | 32     | Uông Minh Thuyên, Lưu Khải Uy, Tiêu Chính Nam, Hoàng Đức Bân, Đường Yên, Kimmy Tong, Natalie Meng, Mạc Tiểu Kỳ                                                 | 23.4       | Drama                     | [ 10 ]  |
| 3/08– 28/08              | Nô lệ nhà ở             | Brick Slaves        | 20     | Lý Thi, Vương Hạo Tín, Mạch Trường Thanh, Sầm Lệ Hương, Thương Thiên Nga, KK Cheung, Rachel Kan                                                                | 25.5       | Tình cảm, Hài kịch        | [ 11 ]  |
| 31/08– 25/09             | Bước cùng em            | Every Step You Take | 20     | Trần Hào, Hồ Hạnh Nhi, Mạch Trường Thanh, Diêu Tử Linh, Trương Chấn Lãng, Nhạc Đồng                                                                            | 22.25      | Tình cảm                  | [ 12 ]  |
| 28/09– 23/10             | Vô song phả             | Under the Veil      | 20     | Lê Diệu Tường, Hoàng Tông Trạch, Điền Nhụy Ni, Hoàng Hạo Nhiên, Quách Thiện Ni, Sầm Lệ Hương                                                                   | 24.25      | Giả tưởng, Tình cảm       | [ 13 ]  |
| 26/10– 4/12              | Đông Pha gia sự         | With or Without You | 30     | Âu Dương Chấn Hoa, Vạn Ỷ Văn, Vương Hạo Tín, Hoàng Tâm Dĩnh, Trần Vỹ, Harriet Yeung, Mã Trại, Đơn Lập Văn, Trương Dĩnh Khang, Tyson Chak                       | 24.67      | Hài kịch, Lịch sử         | [ 14 ]  |
| 7/12– 8/01 (to 2016)     | Đao kiếm lưu tình       | The Executioner     | 26     | Hoàng Đức Bân, Thiệu Mỹ Kỳ, Dương Minh, Cung Gia Hân, Diêu Tử Linh, Trần Sơn Thông, Hồ Phong, Hugo Ng, Trương Cảnh Thuần                                       | 25         | Lịch sử                   | [ 15 ]  |

## Dòng phim thứ ba
Màu xanh là phim không do TVB sản xuất.
| Công chiếu              | Tên                   | Tên tiếng Anh              | Số tập | Diễn viên | Điểm số tb | Thể loại                       | Website |
| ----------------------- | --------------------- | -------------------------- | ------ | --- | ---------- | ------------------------------ | ------- |
| (from 2014) 16/12– 9/01 | Bát quái thần thám    | Officer Geomancer          | 20     | Lý Tư Tiệp, Vạn Ỷ Văn, Lương Liệt Duy, Chu Thần Lệ, Law Lok-lam, Harriet Yeung, Trịnh Tuấn Hoằng, La Lan, Địch Uy Liêm, Chu Mễ Mễ, Mak Ling-ling                                   | 24.25      | Hài kịch, Trinh thám, Cảnh sát | [ 16 ]  |
| 12/01– 6/02             | Sư nãi Madam          | Madam Cutie On Duty        | 20     | Tiêu Chính Nam, Hoàng Thúy Như, Hoàng Trí Văn, Tào Vĩnh Liêm, Rachel Kan, Anderson Junior, Law Kwan-moon, Trương Cảnh Thuần, Lương Gia Kỳ                                          | 25         | Tình cảm, Hài kịch             | [ 17 ]  |
| 9/02– 28/02             | Thiện nữ lạc hồn      | My "Spiritual" Ex-Lover    | 15     | Tiết Gia Yến, Tiêu Chính Nam, Mạch Trường Thanh, Lương Liệt Duy, Đằng Lệ Danh, Anglea Tong, Ngô Nhược Hy                                                                           | 22.6       | Hài kịch, Lịch sử              | [ 18 ]  |
| 2/03– 27/03             | Thiên nhãn            | Eye In the Sky             | 20     | Trịnh Gia Dĩnh, Trần Triển Bằng, Dương Di, Lâm Hạ Vi, Hồng Vĩnh Thành, Cao Hải Ninh                                                                                                | 25         | Tội phạm, Thriller             | [ 19 ]  |
| 30/03– 24/04            | Dĩ hòa vi quý         | Smooth Talker              | 20     | Mã Đức Chung, Từ Tử San, Lý Tư Tiệp, Giang Mỹ Nghi, Tommy Wong, Chu Thiên Tuyết | 25         | Tội phạm                       | [ 20 ]  |
| 26/04– 12/07            | Võ Mỵ Nương truyền kỳ | The Empress of China       | 75     | Phạm Băng Băng, Trương Phong Nghị, Lý Trị Đình, Trương Quân Ninh, Li Jie, Lee Lee-jen, Châu Hải My, Trương Đình                                                                    | 25.45      | Lịch sử                        | [ 21 ]  |
| 13/07– 9/08             | Chơi với ma           | Ghost of Relativity        | 28     | Trần Hào, Điền Nhụy Ni, Hồ Định Hân, Eddie Kwan, Ngao Gia Niên, Dương Tú Huệ, Tưởng Chí Quang, Chu Mễ Mễ                                                                           | 26.5       | Tình cảm, Hài kịch, Siêu nhiên | [ 22 ]  |
| 10/08– 29/08            | Chuyên gia gỡ rối     | The Fixer                  | 21     | Tiền Gia Lạc, Hoàng Trí Văn, Viên Vỹ Hào, Chu Thần Lệ, Hồng Thiên Minh, Chu Thiên Tuyết, Gigi Wong, Henry Lo, Joseph Lee, Rosanne Lui, Lulu Kai                                    | 25         | Tội phạm                       | [ 23 ]  |
| 31/08– 20/09            | Bước lỡ lầm           | Momentary Lapse of Reason  | 20     | Dương Di, Trương Kế Thông, Lâm Hạ Vi, Dương Minh, Lưu Giang, Timothy Cheng | 23         | Drama, Thriller                | [ 24 ]  |
| 21/09– 25/10            | Trương Bảo Tử         | Captain of Destiny         | 32     | Trần Triển Bằng, Hồng Vĩnh Thành, Trần Khải Lâm, Thiệu Mỹ Kỳ, Hoàng Trí Văn, Trần Sơn Thông, Diêu Tử Linh, Kelly Fu, Lưu Giang, Tuyết Tâm                                          | 24.4       | Lịch sử, Viễn tưởng, Phiêu lưu | [ 25 ]  |
| 26/10– 27/11            | Kiêu hùng             | Lord of Shanghai           | 32     | Hoàng Thu Sinh, Thang Trấn Nghiệp, Lê Diệu Tường, Mã Quốc Minh, Hồ Hạnh Nhi, Tô Ngọc Hoa, Ngô Trác Hy, Trần Vỹ, Eddie Kwan, Raymond Cho, Dương Minh, Ngao Gia Niên, Đường Thi Vịnh | 24.6       | Lịch sử                        | [ 26 ]  |
| 30/11– 27/12            | Thiên sứ tập sự       | Angel In-the-Making        | 25     | Hồng Vĩnh Thành, Đơn Lập Văn, Sầm Lệ Hương, Trần Vỹ, Moon Lau, Diêu Tử Linh, Ngô Nhược Hy                                                                                          | 22         | Y học                          | [ 27 ]  |
| 28/12– 17/01 (to 2016)  | Pháp sư vô tâm        | Wu Xin: The Monster Killer | 20     | Lin Yufen, Hàn Đông Quân, Gina Jin, Sebrina Chen, Zhang Ruoyun, Golf & Mike, Ian Wang                                                                                              | 22         | Lịch sử, Giả tưởng             | [ 28 ]  |

## Phim cuối tuần
| Công chiếu               | Tên      | Tên tiếng Anh | Số tập | Diễn viên | Điểm số tb | Thể loại            | Website |
| ------------------------ | -------- | ------------- | ------ | --- | ---------- | ------------------- | ------- |
| (from 2014) 19/10– 04/01 | Phi hổ 2 | Tiger Cubs II | 10     | Mã Đức Chung, Chung Gia Hân, La Trọng Khiêm, Hoàng Trí Văn, Lương Liệt Duy, Hồng Thiên Minh, Viên Vỹ Hào, Cẩu Vân Tuệ | 21.1       | Tội phạm, Hành động | [ 29 ]  |